# كرومات الصوديوم
كرومات الصوديوم هو مركب لاعضوي يأتي بصيغة (Na2CrO4). وقد ينتج كمادة صلبة، رطبة وصفراء. والتي ممكن أن تتشكل من رباعي الهيدرات والسداسيات والكربوهيدرات أيضًا. وهو يعمل كوسيط في استخراج الكروم من خامته. وقد يدرج كروم الصوديوم كمثل مركبات الكروم سداسية التكافؤ والتي تعد سامة ومسرطنة. 

## الإنتاج والتفاعلية
يتم الحصول عليها على نطاق واسع عن طريق أخذ خامات الكروم في الهواء بوجود كربونات الصوديوم.
2Cr2O3  +  4 Na2CO3  +  3 O2    →   4 Na2CrO4  +  4 CO2
وتحول هذه العملية الكروم إلى شكل قابل للاستخراج بالماء وقد يترك وراءه أكاسيد الحديد. عادة ما يتم تضمين كربونات الكالسيوم في الخليط لتحسين وصول الأكسجين والحفاظ على شوائب السيلكون والألمنيوم في شكل غير قابل للذوبان. درجة حرارة عادة ما تكون بحوالي 1100 سيليسيوس. بالنسبة للمستحضرات صغيرة الحجم يمكن استخدام مزيج من خام الكروميت وهيدروكسيد الصوديوم ونترات الصوديوم التي تتفاعل في درجات حرارة منخفضة (حتى 350 درجة مئوية في نظام كرومات البوتاسيوم الآخر). بعد تكوينه يتم تحويل ملح الكرومات إلى ثنائي كرومات الصوديوم وهي مقدمة لمعظم مركبات ومواد الكروم. ولما ذلك ينطوي طريق صناعة اكسيد الكروم على تقليل كرومات الصوديوم مع الكبريت. 

### السلوك الحمضي القاعدي
- يتحول من ثاني كرومات الصوديوم عند معالجته بالأحماض.

2 Na2CrO4 + 2HCl → Na2Cr2O7 + 2NaCl + H2O
- عند القيام بالمزيد من التحميض يتيح لنا ثلاثي اكسيد الكروم.

Na2CrO4  +  H2SO4   →   CrO3  +  Na2SO4  +  H2O

## الإستخدامات
بصرف النظر عن دورها المركزي في إنتاج الكروم من خاماته، يتم استخدام كرومات الصوديوم كمثبط للتآكل في صناعة البترول. بل هو أيضا مساعد الصباغة في صناعة الغزل والنسيج. وهو دواء تشخيصي في تحديد حجم خلايا الدم الحمراء.
في الكيمياء العضوية، يستخدم كرومات الصوديوم للأكسدة، حيث يحول الكحول الأولي إلى الأحماض الكربوكسيلية والكحول الثانوي إلى الكيتونات.